# چیخوچین (استان کویافسکو-پومورسکی)
چیخوچین (به لهستانی:  Ciechocin) یک روستا در لهستان است که در گمینا چیخوچین واقع شده‌است.